# Legrad
Legrad je općina u Hrvatskoj. Nalazi se u Koprivničko-križevačkoj županiji.

## Zemljopis
Nekada grad, a danas zapravo seosko naselje Legrad je općinsko središte u Podravini (Koprivničko-križevačka županija), 18 km sjeverno od Koprivnice; 956 stanovnika (2011.). Leži na 132 m aps. visine, blizu ušća Mure u Dravu.

## Stanovništvo
Prema popisu iz 2001. općina Legrad ima 2764 stanovnika. Od toga muškaraca 1316, a žena 1448. 
Stanovništvo po naseljima:
- Antolovec – 93
- Kutnjak – 331
- Legrad  – 1218
- Mali Otok – 170
- Selnica Podravska – 344
- Veliki Otok – 333
- Zablatje – 275

Prema popisu stanovništva 2011. godine općina Legrad je imala 2241 stanovnika.
| broj stanovnika | 4438  | 5147  | 4974  | 5489  | 5629  | 5678  | 5891  | 5724  | 5701  | 5611  | 5268  | 4549  | 3746  | 3200  | 2764  | 2241  | 1916  |
|                 | 1857. | 1869. | 1880. | 1890. | 1900. | 1910. | 1921. | 1931. | 1948. | 1953. | 1961. | 1971. | 1981. | 1991. | 2001. | 2011. | 2021. |

| broj stanovnika | 2357  | 2753  | 2705  | 2798  | 2848  | 2896  | 2922  | 2726  | 2612  | 2586  | 2479  | 2110  | 1670  | 1405  | 1218  | 956   | 862   |
|                 | 1857. | 1869. | 1880. | 1890. | 1900. | 1910. | 1921. | 1931. | 1948. | 1953. | 1961. | 1971. | 1981. | 1991. | 2001. | 2011. | 2021. |

## Uprava
Posljednji lokalni izbori održani su u svibnju 2017. Načelnik je Ivan Sabolić (SDP), a zamjenica načelnika Kristina Turk (SDP). Općinsko vijeće ima 11 članova i to 2 vijećnika HDZ, a 9 vijećnika koalicija SDP-HNS-HSS. Zanimljivo je da je u Legradu 2010. pokrenuto prvo skupljanje potpisa za raspisivanje referenduma za smjenu načelnika u RH. Prikupljeno je dovoljno potpisa, ali je natpolovična većina vijećnika odbila raspisvanje referenduma.

## Povijest
Spominje od 1384. U XV. st. dobio status trgovišta (oppidum), od 1610. ima grb. Godine 1643. Ferdinand III. je Legradu dodijelio privilegij slobodnog trgovišta, a sredinom XVII. st. se kratko spominje kao grad (civitas). 
U XVI. st. ulazi u sastav posjeda Zrinskih koji u Legradu uređuju sjedište Legradske ili Međimurske kapetanije izgradivši protuosmansku utvrdu 1567. godine. Legrad je kratko bio pod osmanskom vlašću (1577. – 1579. i 1600. ). U XVII. i XVIII. st. u Legradu su razvijeni trgovina i cehovi (Stari ceh – 1677., čizmarski – 1697., brodarski 1717., tkalački 1747., mlinarski 1768. i dr.). Od 1671. djeluje tridesetnica, a od 1682. se spominje solana. Krajem XVII. i početkom XVIII. st. s više od 3000 stanovnika Legrad je najveće naselje županije Zala, te jedno od najvećih naselja u sjeverozapadnoj Hrvatskoj. U blizini je kratko postojala utvrda Novi Zrin (1661. – 1664.). Legrad se meandriranjem, nakon poplave 1710. našao na desnoj, podravskoj obali Drave. Nakon što je od 1848. – 1861. bio u sastavu Hrvatske, Legrad je do 1918. u sastavu mađarske županije Zala. Pod mađarskom okupacijom 1941. – 1945. Katolička župa se spominje 1540. Od druge pol. XVI. do početka XVIII. st. većina stanovništva su protestanti pa djelatnost katoličke župe zamire pred naletom protestantizma (mala skupina protestanata i danas živi u Legradu). 
Katolička župa je obnovljena 1641. kada je izgrađena drvena crkva. God. 1769. – 1784. sagrađena je današnja barokna crkva sa zaobljenim svetištem u kojemu su vrijedne zidne iluzionističke slike. U parku se nalazi grupa pilova iz XVIII. st. Zanimljivo je da je Legrad u drugoj polovici XIX. stoljeća dobio željezničku stanicu s današnje mađarske strane rijeke Drave, a ta je željeznička stanica sve do prije nekoliko godina nosila naziv Legrad. U drugoj polovici XX. st. dolazi do razvoja košaraštva, a u blizini Legrada je pronađeno bogato nalazište zemnog plina. Veliki potencijal ovom mjestu daje nalazište termalnih voda u obližnjem selu Kutnjak.

## Poznate osobe
- Petar Berke
- Franjo Slabi
- Dragutin Feletar
- Marija Bango

## Spomenici i znamenitosti
- Barokna crkva Presvetog trojstva u Legradu
- Evangelička crkva
- Evangelička škola
- Barokni trg s pilovima u Legradu
- Kupalište na rijeci Dravi
- Barokni gostinjac iz 18. stoljeća
- Jezero Šoderica
- Orintološki rezervat Veliki pažut
- Novi Zrin – obilježje od velikog povijesnog značenja

## Obrazovanje
- Osnovna škola Legrad

## Kultura
- KUD "Zrin" Legrad

## Šport
- NK Graničar Legrad jedan je od najpoznatijih nogometnih klubova u županiji. Natječe se u četiri kategorije: 
  - pioniri
  - juniori
  - seniori
  - veterani.

Momčadi su promjenjivog karaktera, pa ih često vidimo na čelu i na sredini ljestvice. Najveći uspjeh u posljednjih 5 godina je osvajanje juniorskog prvenstva.
- ŠRK "Smuđ" Legrad
- Lovačka udruga "Kuna" Legrad